# Layne Beaubien
Ronald Layne Beaubien (* 4. Juli 1976 in Coronado, Kalifornien) ist ein ehemaliger Wasserballspieler aus den Vereinigten Staaten. Er gewann 2008 die olympische Silbermedaille. Dreimal siegte er mit dem Team der Vereinigten Staaten bei den Panamerikanischen Spielen.

## Karriere
Layne Beaubien besuchte die Coronado High School und graduierte 1999 an der Stanford University im Fach Geschichte. Nach seiner Graduation spielte er beim New York Athletic Club, mit dem er mehrfach die Meisterschaft der Vereinigten Staaten gewann. Außerhalb der US-Saison war Beaubien als Profi in Ungarn, Frankreich, Griechenland und Brasilien. 2007 wurde er mit Fluminense brasilianischer Meister, 2008 mit Marseille französischer Meister.
Mit der Nationalmannschaft war der 1,98 Meter große Beaubien 2001 in Fukuoka erstmals bei einer Weltmeisterschaft dabei, die Mannschaft erreichte den siebten Platz, wobei Beaubien im Spiel um den siebten Platz ein Tor warf. Zwei Jahre später bei der Weltmeisterschaft 2003 in Barcelona erreichte die Mannschaft aus den Vereinigten Staaten den sechsten Platz. Ebenfalls 2003 gewann das Team bei den Panamerikanischen Spielen vor Brasilien und Kanada. 2004 bei den Olympischen Spielen in Athen belegten die Amerikaner den siebten Platz. Beaubien warf in sieben Spielen fünf Tore.
Bei der Weltmeisterschaft 2007 belegte der Defensivspieler mit der US-Nationalmannschaft den neunten Platz. Im gleichen Jahr besiegte das US-Team im Finale der Panamerikanischen Spiele die brasilianische Mannschaft. Beim olympischen Wasserballturnier 2008 in Peking gewann die Mannschaft aus den Vereinigten Staaten ihre Vorrundengruppe vor den Kroaten und den Serben. Im Halbfinale traf das Team wieder auf die Serben und siegte mit 10:5. Das Finale gewannen die Ungarn mit 14:10, die Mannschaft aus den Vereinigten Staaten erhielt die Silbermedaille. Beaubien erzielte in sieben Spielen acht Treffer, davon je zwei in Halbfinale und Finale.
2009 bei der Weltmeisterschaft in Rom siegte das US-Team in seiner Vorrundengruppe und bezwang im Viertelfinale die deutsche Mannschaft mit 8:5. Nach einer 6:7-Halbfinalniederlage gegen die Spanier verlor das US-Team im Spiel um Bronze mit 6:8 gegen Kroatien. Beaubien warf seine sieben Turniertore in der Vorrunde. 2011 belegte die US-Mannschaft den sechsten Platz bei der Weltmeisterschaft in Shanghai. Bei den Panamerikanischen Spielen 2011 besiegte das US-Team im Finale die Kanadier. Im Jahr darauf beim olympischen Wasserballturnier 2012 in London erzielte Beaubien insgesamt vier Tore. Die Mannschaft erreichte den achten Platz.
Nach seiner aktiven Karriere gehörte Beaubien zum Trainerstab der Nationalmannschaft und der Studenten-Nationalmannschaft der Vereinigten Staaten.